# Vitsvansad titi
Vitsvansad titi (Callicebus discolor) är en däggdjursart som beskrevs av Philip Hershkovitz 1988. Vitsvansad titi ingår i släktet springapor, och familjen Pitheciidae. IUCN kategoriserar arten globalt som livskraftig. Inga underarter finns listade.
Arten når en kroppslängd (huvud och bål) av 28,5 till 35 cm, en svanslängd av 38 till 51 cm och en vikt av 850 till 1080 g. Pälsens grundfärg är spräcklig brun. Kännetecknande är den röda pälsfärgen på huvudets topp, på kinderna, på hakan, på undersidan och på extremiteternas insida. Även utsidan av underarmen och underbenet är röd. Callicebus discolor har en vit strimma ovanför ögonen. Trots det svenska namnet har svansens främre del samma färg som ryggen och bakre delen är grå.
Denna springapa förekommer i östra Ecuador och norra Peru samt i angränsande områden av Colombia. Arten vistas där i olika fuktiga och torra skogar och den uppsöker även odlingsmark. Vitsvansad titi äter frukter, frön, blad och insekter. Ett föräldrapar bildar med sina ungar en flock som rör sig i ett revir med en radie på 1,5 till 30 km.
Individerna sover gömd mellan klätterväxter och i trädens kronor. Föräldraparet skriker på morgonen i duett. Osjälvständiga ungar bärs av fadern.